# Banias (řeka)
Banias (arabsky بانياس الحولة‎, hebrejsky בניאס‎) též Nachal Chermon (hebrejsky נחל חרמון‎) je řeka nebo také potok, v Izraeli a na Golanských výšinách okupovaných Izraelem od roku 1967, který je vedle řek Dan a Hasbani dalším významným přítokem řeky Jordán.

## Průběh toku
Začíná na severozápadním úpatí Golanských výšin, kde vzniká v lokalitě Banias soutokem několika menších potoků, zejména Nachal Guvta a pramenů vznikajících přímo v areálu Baniasu. Roční průtok zde dosahuje 120 milionů kubických metrů vody. Kvalita vody je vysoká a její teplota nepřesahuje 16 stupňů Celsia (důsledek podílu tajícího sněhu v masivu Chermon na zdrojích tohoto vodního toku). V dávné minulosti vyvěral mohutný tok řeky Banias z vápencové jeskyně, který dále tekl do Chulského údolí. V současné době jeho průtok poklesl a jedná se již jen o potok, avšak nadále je jednou ze zdrojnic řeky Jordán.
Od Baniasu pokračuje řeka Banias podél východního okraje vesnice Snir k jihu, pak k jihozápadu a míjí pahorek Tel Azazijat, který sehrál strategickou roli během války za nezávislost v roce 1948 i šestidenní války roku 1967. Poté vstupuje na území Izraele v jeho mezinárodně uznávaných hranicích. Teče rovinatou, zemědělsky intenzivně využívanou krajinou. Zprava přijímá horský tok Nachal Si'on, odvodňující centrální části masivu Hermon. Severně od vesnice Sde Nechemja se stéká s dalšími pramennými toky a vytváří tak řeku Jordán.